# Ugnstrull
Ugnstrull är ett gotländskt bröd som påminner om en pirog. Ugnstrull bakas av surdeg på grovt rågmjöl med en fyllning av stekt fläsk, stekt hackad lök och svartpeppar. Det förekommer även andra typer av fyllningar såsom strömming eller en kombination av strömming och fläsk. Åtminstone i äldre tid har ugnstrullet kunnat fyllas även med annat slags fisk, som flundra, ål eller sik, och/eller annat slags kött, som fårkött eller sälkött. Degen kan också kryddas med fänkål, kummin eller andra brödkryddor.
Rätten förekom tidigare även på Öland, men knappast nuförtiden. Där kallades rätten för köttkaka, och innehöll för det mesta fläsk, ibland tillsammans med t.ex. nöt- eller fårkött. 